# Quadranti galattici (Star Trek)

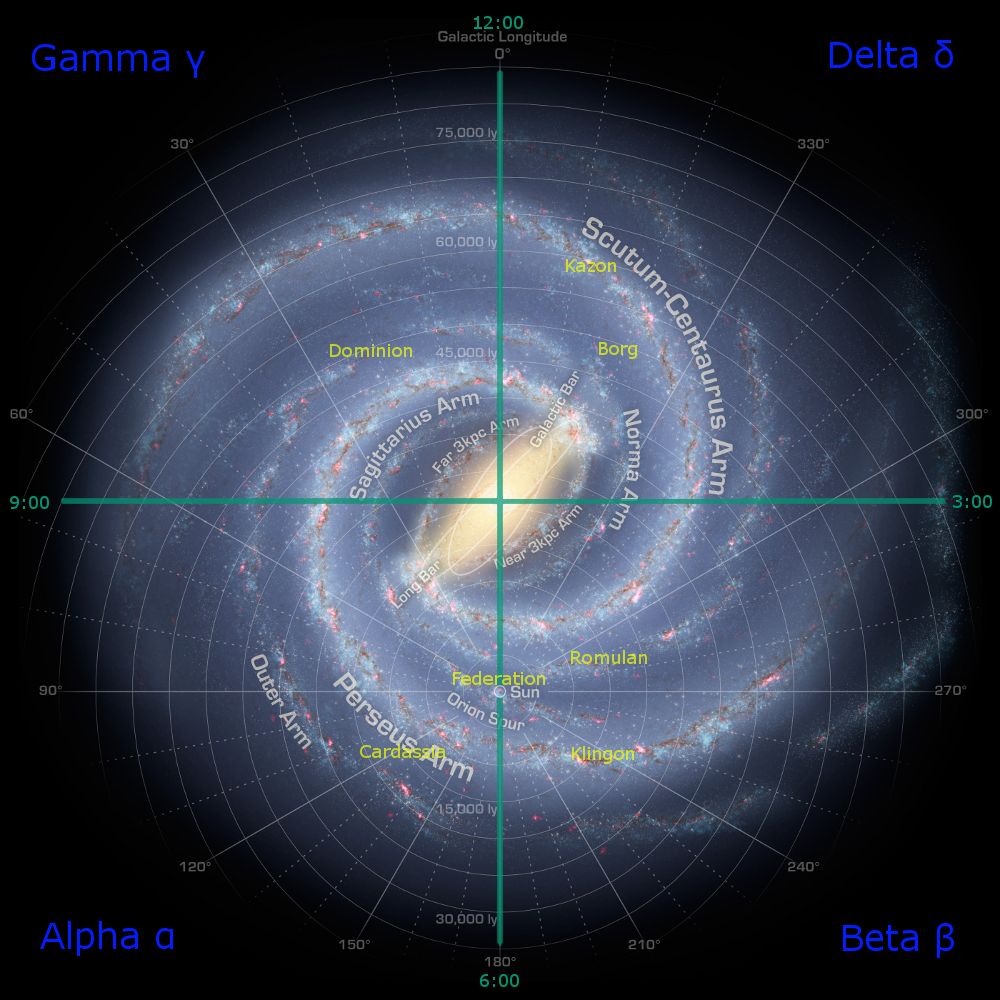
Mappa della Via Lattea divisa in quadranti, con indicate le possibili posizioni di alcune delle maggiori potenze galattiche.

Nell'universo fantascientifico di Star Trek, i quadranti galattici sono zone di spazio che comprendono ciascuna un quarto della la Via Lattea. Sono designati dalle prime quattro lettere dell'alfabeto greco (alfa, beta, gamma e delta).
L'esatta posizione dei confini tra i vari quadranti non è mai stata stabilita canonicamente, e alcuni episodi sembrano contraddirsi l'uno con l'altro a proposito della posizione dei vari luoghi delle serie; allo stesso modo, i vari manuali prodotti dagli sceneggiatori sono incoerenti tra di loro, così come le mappe mostrate sullo sfondo basate su di essi. Lo stesso termine "quadrante" viene usato, nella serie classica, per definire una zona di spazio molto più piccola: ad esempio, negli episodi Il cavaliere di Gothos e Gli anni della morte, si fa riferimento rispettivamente ai quadranti 904 e 448, mentre nel film L'ira di Khan (e in altri episodi della serie) l'Enterprise è chiamata "l'unica nave nel quadrante". Nelle serie successive, a partire dall'episodio Tunnel conteso di The Next Generation, il termine è usato per indicare un quarto della galassia.

## Quadranti Alfa e Beta
I quadranti Alfa e Beta comprendono la maggior parte dei luoghi dove si svolgono i film e le serie televisive (con l'eccezione di Voyager, ambientata nel quadrante Delta); qui sono situate la Federazione dei Pianeti Uniti,  l'Impero Klingon, l'Impero Stellare Romulano, l'Unione dei Cardassiani e altre potenze minori come l'Alleanza Ferengi, la Confederazione dei Breen e l'Egemonia Gorn.
Secondo la Star Trek Encyclopedia e Star Trek: Star Charts, il confine tra i due quadranti passerebbe nei pressi del sistema solare; la Federazione si estenderebbe in maggioranza nel quadrante Beta, dove si troverebbero anche Vulcano, Qo'noS e Romulus, centri rispettivamente dell'Impero Klingon e dell'Impero Romulano, così come la gran parte di questi ultimi due. Al contrario, Bajor e l'Unione Cardassiana si troverebbero nel quadrante Alfa.
Questo è però poco coerente con le serie televisive (in primo luogo Deep Space Nine), che descrivono la Federazione, i Klingon e i Romulani come potenze del quadrante Alfa, facendo riferimento solo raramente al quadrante Beta; allo stesso modo, in Voyager, l'obiettivo dichiarato dall'equipaggio è "tornare al quadrante Alfa", e l'unico riferimento al quadrante Beta è presente nell'ultimo episodio. Ronald D. Moore ha dichiarato che Deep Space Nine ha continuato a usare il termine "quadrante Alfa" per evitare di confondere gli spettatori, in quanto il quadrante Beta era stato menzionato raramente.

## Quadrante Gamma
Il quadrante Gamma è quello in cui è situato il Dominio, che ne controlla buona parte. Il tunnel spaziale bajoriano collega un punto del quadrante con Bajor, nel quadrante Alfa.

## Quadrante Delta
Il quadrante Delta è il luogo in cui è ambientata quasi interamente Star Trek: Voyager. Da questo quadrante provengono i Borg; altre potenze significative sono i Kazon e gli Hirogeni. Il quadrante è stato esplorato molto poco dalle navi della Federazione: la Voyager e la Equinox furono trasportate all'estremità del quadrante e furono costrette a percorrerlo per tornare verso la Terra, mentre l'Enterprise D vi fu trasportata per breve tempo da Q.